# Erin Cahill
Erin Jessica Cahill (* 4. Januar 1980 in Stafford, Virginia) ist eine US-amerikanische Schauspielerin.

## Leben und Karriere
Erin Cahill kam nach Abschluss des Colleges mit 19 Jahren nach Los Angeles. Hier wurde sie überwiegend als Fernsehschauspielerin tätig. Bekannte Rollen waren Jen Scotts in Power Rangers Time Force oder Kendra Burke in Saving Grace.
2012 lieh Cahill der Figur Chloe „Karma“ Lynch im Computerspiel Call of Duty: Black Ops II ihre Stimme und Bewegungen.

## Filmografie (Auswahl)
- 2001: Power Rangers Time Force (Fernsehserie, 40 Folgen)
- 2002: Power Rangers Wild Force (Fernsehserie, 2 Folgen)
- 2003: Crossing Jordan – Pathologin mit Profil (Crossing Jordan, Fernsehserie, Folge 2x20)
- 2004: Creature Unknown
- 2006: Free Ride (Miniserie, 6 Folgen)
- 2007: Supernatural (Fernsehserie, Folge 3x09)
- 2007: CSI: Miami (Fernsehserie, Folge 6x12)
- 2007: Cold Case – Kein Opfer ist je vergessen (Cold Case, Fernsehserie, Folge 4x21)
- 2007: The Mirror
- 2007: Jekyll
- 2008: Grey’s Anatomy (Fernsehserie, Folge 5x17)
- 2008: How I Met Your Mother (Fernsehserie, Folge 4x11)
- 2008: Boogeyman 3
- 2008: Fast Track – No Limits
- 2008: Modern Day Jesus (Fernsehfilm)
- 2009: Crappy Holidays Presents... (Fernsehserie, Folge 1x03)
- 2009: Greek (Fernsehserie, Folge 1x21)
- 2009: Supernatural (Fernsehserie, Folge 3x09)
- 2009: General Hospital (Fernsehserie, 6 Folgen)
- 2009: The Mentalist (Fernsehserie, Folge 2x06)
- 2009: Navy CIS (NCIS, Fernsehserie, Folge 7x03)
- 2009–2010: Saving Grace (Fernsehserie, 6 Folgen)
- 2010: Ghost Whisperer – Stimmen aus dem Jenseits (Ghost Whisperer, Fernsehserie, Folge 5x19)
- 2010: CSI: NY (Fernsehserie, Folge 6x17)
- 2010: Castle (Fernsehserie, Folge 2x22)
- 2011: Dr. House (House, Fernsehserie, Folge 7x04)
- 2011: Weather Wars
- 2011: 6 Month Rule
- 2012: Sweet Old World
- 2012: Blue-Eyed Butcher (Fernsehfilm)
- 2012: Chuck (Fernsehserie, Folge 5x11)
- 2013: Body of Proof (Fernsehserie, Folge 3x01)
- 2013: Red Widow (Miniserie, 5 Folgen)
- 2013: Skinwalker Ranch
- 2014: 108 Stitches
- 2014: Codependents (Fernsehfilm)
- 2014: Garfunkel and Oates (Fernsehserie, Folge 1x05)
- 2014: Delirium (Fernsehfilm)
- 2015: Wingman Inc.
- 2015: Bones – Die Knochenjägerin (Bones, Fernsehserie, Folge 11x04)
- 2016: Cut to the Chase
- 2016: The Watcher
- 2016: Der Klang der Schlittenglöckchen (Sleigh Bells Ring)
- 2016: Angel from Hell (Fernsehserie, Folge 1x11)
- 2017: Stitchers (Fernsehserie, 4 Folgen)
- 2017: Hush Little Baby (Fernsehfilm)
- 2017–2018: Power Rangers HyperForce (Webserie, 2 Folgen)
- 2018: The 5th Quarter (Fernsehserie, Folge 3x07)
- 2018: Criminal Minds (Fernsehserie, Folge 13x17)
- 2018: 9-1-1: Notruf L.A. (9-1-1, Fernsehserie, Folge 1x04)
- 2018: Muse (Fernsehfilm)
- 2018: Last Vermont Christmas (Fernsehfilm)
- 2018: Hometown Christmas (Fernsehfilm)
- 2019: Love, Fall & Order (Fernsehfilm)
- 2019: L.A.’s Finest (Fernsehserie, Folge 1x01)
- 2019: Christmas on the Range
- 2019: Random Acts of Christmas
- 2020: The Secret Ingredient (Fernsehfilm)
- 2020: A Timeless Christmas (Fernsehfilm)
- 2021: Mystery 101 – Killer Timing (Fernsehfilm)
- 2021: Church People
- 2021: Love Stories in Sunflower Valley (Fernsehfilm)
- 2021: Love on the Road (Fernsehfilm)
- 2021: Every Time a Bell Rings (Fernsehfilm)
- 2022: It Snows All the Time
- 2022: Loren & Rose
- 2022: Christmas Bedtime Stories (Fernsehfilm)
- 2023: Hearts in the Game (Fernsehfilm)
- 2023: Resident Evil – Death Island (Stimme von Rebecca Chambers)
- 2023: Christmas on Cherry Lane
- 2024: A Taste of Love (Fernsehfilm)
- 2024: Blue Ridge (Blue Ridge: The Series, Fernsehserie, 2 Folgen)
- 2024: Autumn at Apple Hill
- 2024: Holidazed (Miniserie, 5 Folgen)
- 2024: Deck the Halls on Cherry Lane (Fernsehfilm)
- 2024: The Christmas Quest (Fernsehfilm)
- 2025: Journey to You (Fernsehfilm)